# 算数

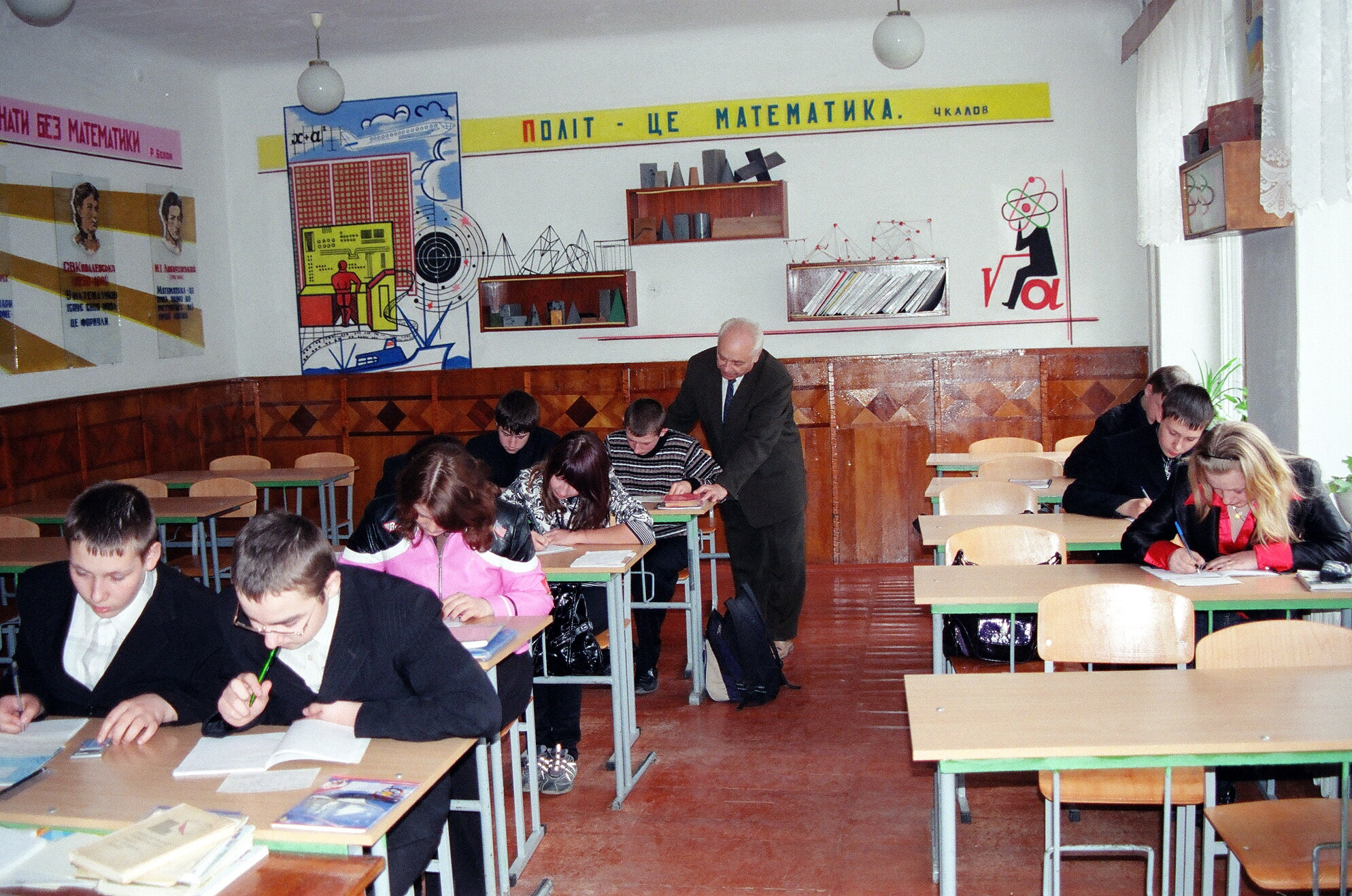
算数

算数（さんすう）は、日本の小学校における教科の一つであり、初歩的な数学を取り扱う。四則演算や図形、単位、割合、データの扱いなど、日常生活や他教科の基礎となる内容を学習する。また、思考力や問題解決能力の育成も目的とされる。
広義には、各国の初等教育における数学の基礎的分野も含まれ、英語ではarithmeticまたはelementary mathematics（初等数学）と呼ばれることが多い。
この項では便宜を考慮して、各国の初等教育（中でも小学校に相当する学校）における、算数に相当する教科について広く解説する。
類似の言葉として、初等数学（英: elementary mathematics）があり、定義は曖昧だが、一般には日本の中学校段階で学習する数学（方程式や冪乗、素因数分解など）を含む概念として用いられる。

## 概説
国ごとに教える内容や教え方、教科書のあり方などに相違点がある。例えば日本では乗法（かけ算）に関して、「九九」すなわち9×9の数表を教え暗記させているが、インドでは「20×20」(19×19) の数表を教え暗記させている。（昔は一部で99×99までを暗記させるところもあったといわれているが、実際は違う。）また、日本では「2+3=□」というタイプの、答えが基本的には一つしかないような課題が主として出されるのに対し、ヨーロッパなどでは初期の段階から「□+□=5」といったような課題を頻繁に提示し、答えが一つではなく複数あり、様々な数学的な発想・探求へといざなうような教育がされることが多い。
中国、台湾、韓国、北朝鮮では、「算数」ではなく「小学数学」と呼ばれている。

## 「算数」という語の由来
中国、前漢時代についての史書『漢書』律暦志に「數者一十百千萬也 所以算數事物 順性命之理也」とある。次に紀元前1世紀の『周髀算經』が知られている。また1983年12月 - 1984年1月にかけて湖北省江陵県（現：荊州市荊州区）にある前漢時代の張家山西漢墓の発掘調査から竹簡『算數書』が発見されている。その内容は乗法などの問題集で後の『九章算術』に影響したのではないかと推測されている。よって「算数」はこの時代に使用が広まったものと推測される。すなわち、算数、算術、数学の用語のうち、現在見つかっている最古の語は「算数」である。日本における教科名としては、算術に代わって1941年より用いられている。
中国では現在、「算数」とは数学の源流的なものを指す。

## 日本の算数
日本では、小学校までは「算数」、中学校以降では「数学」という呼称となっている。中学以降の数学は概念、厳密性（証明など）、抽象化に重きを置いた内容となっており、また専門的な職業で用いる応用をにらんだカリキュラムになっている。対して小学校の算数は「日常の事象について見通しをもち筋道を立てて考え，表現する能力を育てる」ことが目指される。
計算の反復練習が重要なことや、問題を制限時間内にこなすために集中力や持続力を育てる必要等から、しつけとしての役割もある、と述べる教育者もいる。それに対して、算数の目的はしつけや我慢にあるわけではないと述べる人もいるという。

### 形式陶冶説と実質陶冶説
古くから日本の算数の目的としては「形式陶冶説」がとられていたとされる。形式陶冶とは、実際的な知識や技能の獲得を主な目的とするのではなく、学ぶ過程から心的能力を育てることを目標とする考え方である。算数については、これを学ぶことで「学んだ問題が解けるようになるだけでなく、広く、思考力が高まる」ともされてきた。
しかし、これには異論もあり、例えばエドワード・ソーンダイクは実験により学習転移は狭い範囲に限られることを確かめたと述べたという。「与えられた予め答えが決まっている問題解きを繰り返しても、その限られた狭い周辺の問題が解けるようになることはある。しかし広い意味の思考力はつかない」というのである。
その後も形式陶冶の考え方は根強いが、実際的な学習効果を重視する「実質陶冶」の考え方も強くなってきている、ともされる。

## 現在の日本の小学校の算数の主な学習内容（2020年度以降）
出典：

### 数・式
- 0から120程度までの数（1年）、1万までの数（2年）、万（2～3年）、億（3～4年）、兆（4年）など
- 小数（3～5年）
- 分数（2～6年）
  - 真分数・仮分数・帯分数（4年）
  - 約分・通分（5年）
  - 商としての分数（{\displaystyle a\div b={\frac {a}{b}}}）・分数と小数・整数の関係（以上5年）
  - 逆数（6年）
- 偶数と奇数（5年）
- 倍数（5年）
  - 公倍数と最小公倍数（5年）
- 約数（5年）
  - 公約数と最大公約数（5年）
- 数直線
- 概数（4年）
- 数の範囲の表し方（以上・以下・未満）（4年）
- 式　
  - 等号と不等号（2～3年）
  - □を使った式（3年）
  - 文字を用いた式（6年）

### 計算
- 四則演算とその規則
  - 加法・減法（整数：1～3年 / 小数：3～4年 /  分数：3～5年）
  - 乗法（整数：2～3年 / 小数：4～5年 /  分数：6年）
  - 除法（整数：3～4年 / 小数：4～5年 /  分数：6年）
  - 四則の混合した式及び括弧のある式の計算（4年）
  - 四則の筆算での計算（2～5年）
  - 加法及び乗法の交換法則・結合法則・分配法則
- そろばん（3，4年）、電卓の使い方

### 図形

#### 平面図形
- 直線（2，4年）
  - 直線の平行・垂直 （4年）
- 多角形（5年）
  - 三角形（2，3年）
    - 正三角形・二等辺三角形の定義・性質・作図（3年）

  - 四角形（2，4年）
    - 四角形および正方形、長方形の定義・性質（2年）
    - 平行四辺形、台形、ひし形の定義・性質（4年）

  - 正多角形（5年）
- 角（3・4年）
  - 角の大きさ・分度器を用いた角の作図（4年）
  - 三角形・四角形と角（いわゆる「内角の和」）（5年）
- 円（3年）
  - 円周率・円周の長さ（5年）
- 平面図形の面積
  - 正方形・長方形の面積（4年）
  - 平行四辺形・三角形・台形・ひし形の面積（5年）
  - 円の面積（6年）
- 合同な図形（5年）
- 対称な図形（6年）
- 図形の拡大・縮小（6年）

#### 空間図形
- 直方体・立方体（4年）
  - 見取図・展開図（4年）
  - 空間における点・辺・面の平行・垂直（4年）
  - 平面上・空間上での点の位置の表し方（座標平面・空間の基礎）（4年）
- 角柱と円柱（5年）
- 空間図形の体積
  - 直方体、立方体の体積（5年）
  - 角柱と円柱の体積（6年）
- 球（3年）

#### 総合
- 図形の近似によるおよその面積・体積（6年）

### 量と測定・数量関係

#### 量
- 長さ（2～3年）
  - mm、cm、m（以上2年）、km（3年）
- 角度（4年）
  - °（4年）
- 重さ（3年）
  - g、kg、t（3年）
- 時間（1～3年）
  - 秒（3年）、分、時（以上1～2年）、日（2年）
- 面積（4年）
  - cm2、m2、a、ha、km2（いずれも4年）
- 体積（2、5年）
  - mL、dL、L（以上2年）、cm3、m3（以上5年）

#### 数量関係
- 単位量あたりの大きさ（5年）
- 速さ（5年）
  - 速さ，時間及び道のりの関係
- 2つの変数の変わり方（4～6年）
  - 比例（5～6年）・反比例（6年）
- 割合（4～5年）
  - 割合の3用法（5年）
  - 百分率・歩合（5年）
- 比（6年）

### データの活用
- 平均（5年）
- 二次元表（4年）
- 統計
  - 度数分布表（6年）
  - データの代表値（平均値・中央値・最頻値）（6年）
  - グラフ
    - 棒グラフ（3年）、折れ線グラフ（4年）、円グラフ・帯グラフ（5年）、ヒストグラム・ドットプロット（以上6年）
- 簡単な場合の数（6年）

## 中学入試における受験算数の内容
中学入試は受験生を選抜するためのものであり、そこで出題されている算数の内容は、学習指導要領に沿って実施されている一般的な公立小学校での学習よりも遥かに高度であるといわれている。
学習段階としては算数より上である、中学課程以上の数学を使えば、中学入試の算数を正答するのは容易だろうと推察されそうであるが、実際には数学の公式・定理などに当てはめただけでは解けない問題がほとんどであり、中学課程以上を先取り学習していても有利にはならないように工夫した出題がほとんどである。
例えば、文章題を解くのに、中学課程では方程式の利用が最善と思われる出題がほとんどであるが、中学入試では、方程式が立てられなかったり、方程式を立てるとするとかえって困難になりうる問題がほとんどである。
なお、将来難関大学を目指す児童の中には、中学受験をしなくても受験算数に取り組む場合もある。実際、難関大学の数学などの入試問題では、積分などの文字式の単純計算や初めに式を立てさえすればあとは一直線で解けるという問題はほとんどなく、着眼を工夫したり本質を見抜く力が求められる場合が多い。また、大学入試問題が高校入試、ひいては中学入試に輸入され、中学・高校・大学の内容が小学生向けに翻訳されたものもある。
ただし、ある数の割合（比）を「1」とし、それを日数や人数などの乗除でのべ量を出して考えること（相当算）や、比と実際の数量の関係を利用した方法（還元算）は、文字を使っていない以外は1元1次方程式による導出そのものである。また消去算は連立1次方程式そのものである。
一方で方程式に頼らない、算数らしい解法も種々に見られる。例えば、数量の大小や比の関係を線分図で表したり、2数の積を長方形の面積に置き換えて表した面積図（例えば一人当たりの分配量と人数の積は分配すべきものの総量となるが、これを長方形の2辺と面積に置き換える）もよく使われる。
また、数論、初等幾何学、数え上げ数学などの、小学校・中学・高校の境界が曖昧な分野では、中等教育内容（例えば、素因数分解、数列に関する種々の公式、組み合わせの計算法など）が受験生には知られていたり、出題されたりしている。